# Drapeau de Tokyo
 (juillet 2023).
Le drapeau de Tokyo (東京都旗, Tōkyō Toki) est le drapeau de la préfecture métropolitaine de Tokyo. D'un fond de pourpre, il est chargé de l'emblème de Tokyo (東京都紋章, Tōkyō-to Monshō).

## Composition

### Emblème

Emblème de Tokyo.

L'emblème actuel a été conçu par l'homme politique Hiromoto Watanabe (en), alors conseiller municipal de la ville. Le symbole est adopté en décembre 1889. Il représente les quatre caractères chinois « 日 » (jour/soleil), « 本 » (origine), « 東 » (est) et « 京 » (capitale) sous la forme d'un soleil. Les quatre caractères forment la locution « Tokyo, Japon ». Du centre du soleil partent six branches également distancées, faisant référence à sa position au centre du pays géographiquement et administrativement. 

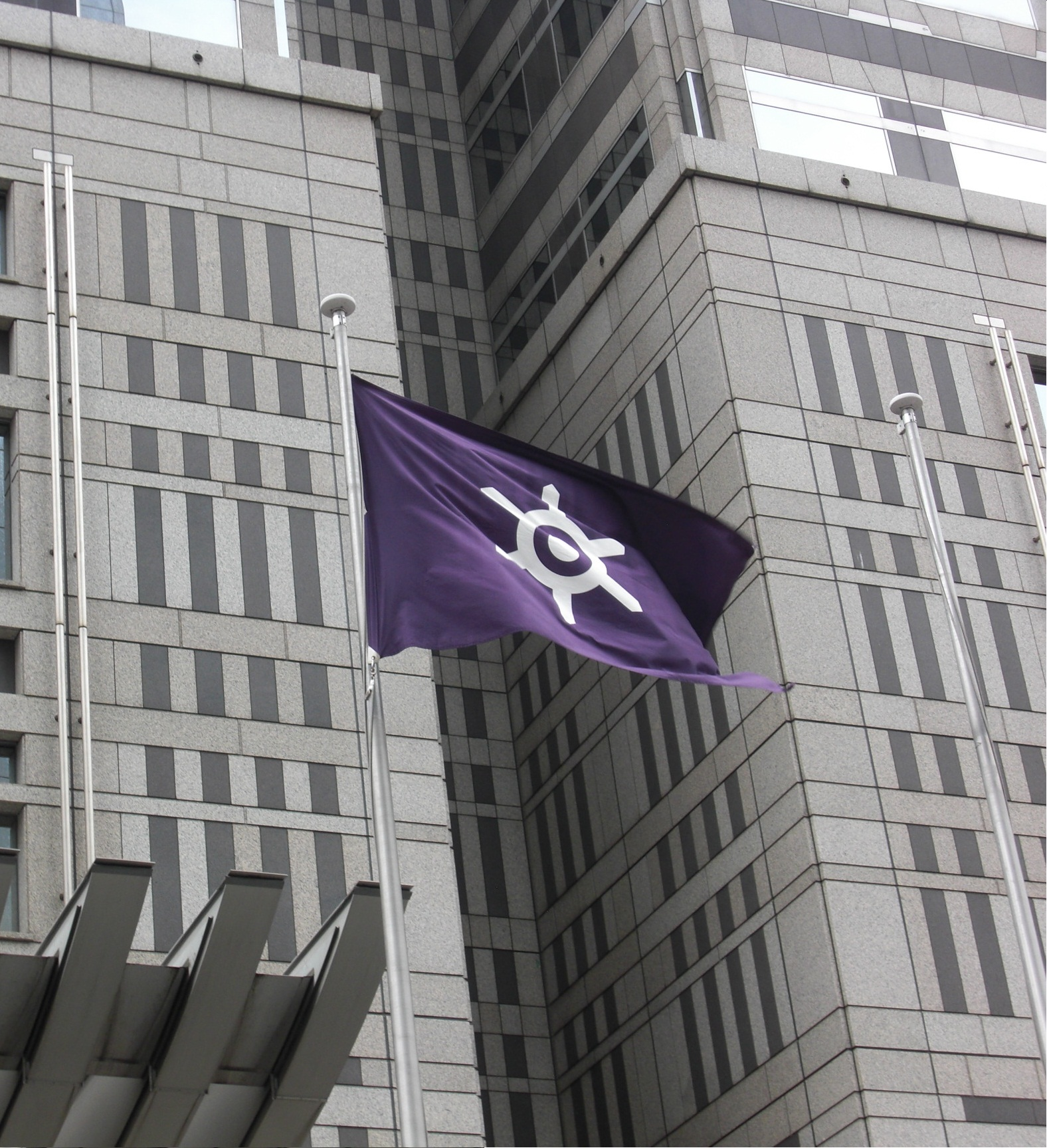
Le drapeau volant devant le siège du gouvernement métropolitain de Tokyo.

De 20 ans plus vieux que celui (ja) de la préfecture de Chiba, adopté en 1909, il est le plus vieux emblème préfectoral (ja) du pays. Cependant, avec l'abolition de la ville de Tokyo et de la préfecture de Tokyo et l'adoption de la loi de la Métropole de Tokyo (ja), le symbole est adopté de nouveau le 8 novembre 1943 par le décret 464 de la métropole de Tokyo.

### Drapeau
Le drapeau de Tokyo est adopté par le décret métropolitain 1042 le 1er octobre 1964, juste avant les Jeux olympiques d'été de 1964. Le fond mauve représente la couleur d'Edo, le nom historique de la ville, et est chargé de l'emblème de la métropole. Selon la loi japonaise des Droits d'auteurs (en), le drapeau est dans le domaine public depuis le 1er janvier 2015.

## Utilisation actuelle

Le symbole sur fond blanc.

Depuis les années 1990, avec l'adoption du symbole de la ville en 1989, l'utilisation du drapeau a été moins fréquente, car le symbole est plus souvent arboré à la place sur un fond blanc. Cependant, dans les cérémonies officielles comme lors des cérémonies de début et de graduation d'universités et d'écoles secondaires, le drapeau préfectoral est hissé à la place du symbole sur fond blanc.
Selon le gouvernement métropolitain, le drapeau est encore d'usage puisqu'il s'agit « d'élément de protection historique de haute qualité artistique » et « d'élément de préservation historique qui doivent exprimer l'histoire et la tradition ». Il sera donc encore utilisé pendant une certaine période de temps. L'emblème est présent sur les plaques d'égout des 23 arrondissements spéciaux, ainsi que sur d'anciens panneaux de bienvenue (en).
Le Bureau des Transports de la Métropole de Tokyo (Toei) utilise une version légèrement modifiée du symbole, depuis l'époque où il était le Bureau de l'Électricité de la Ville de Tokyo. Après l'adoption du symbole moderne en 1989, l'emblème et le drapeau sont moins visibles. Le motif apparaît encore sur les billets de Toei émis sur le métro de Tokyo et ses lignes de bus, sur la ligne Toden Arakawa du tramway de Tokyo et le métro automatique Nippori-Toneri Liner. Il apparaît aussi sur les rames de tramway Toei série 9000 (en).

Le blason dans les lieux publics
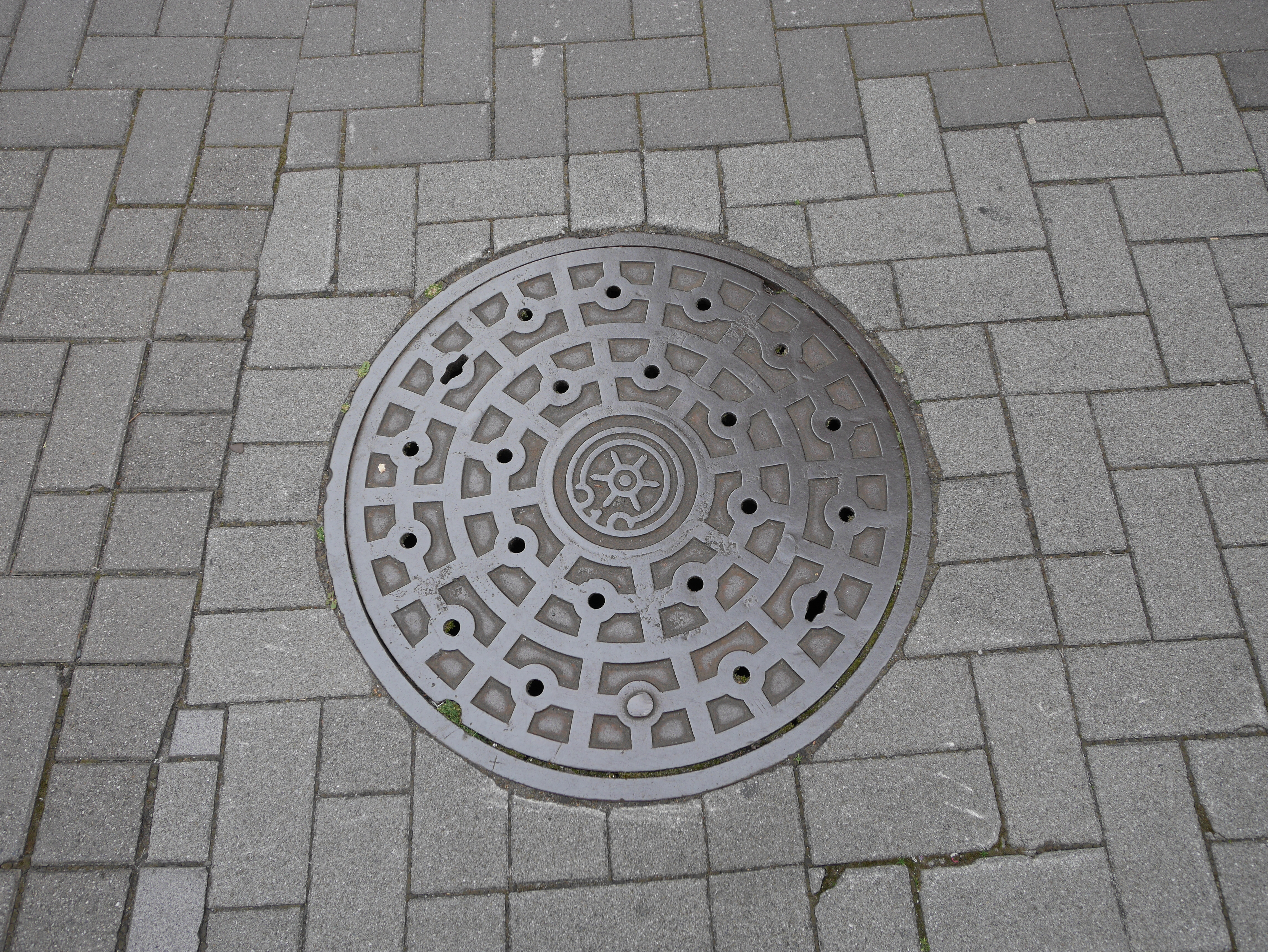
Plaque d'égout à Shimo-Kitazawa, arrondissement de Setagaya
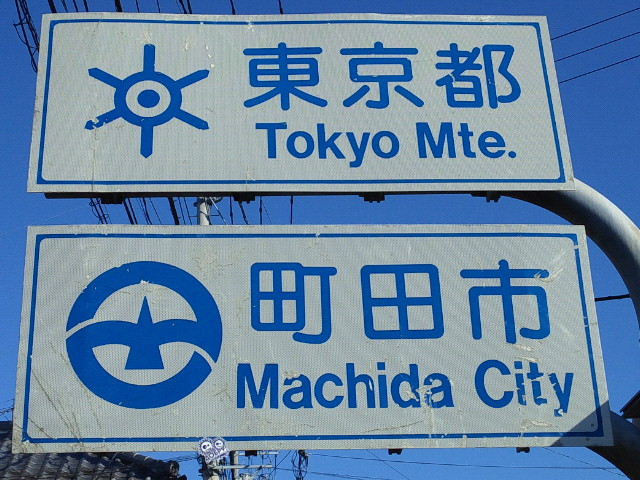
Panneau de bienvenue entre Machida et les 23 arrondissements de Tokyo
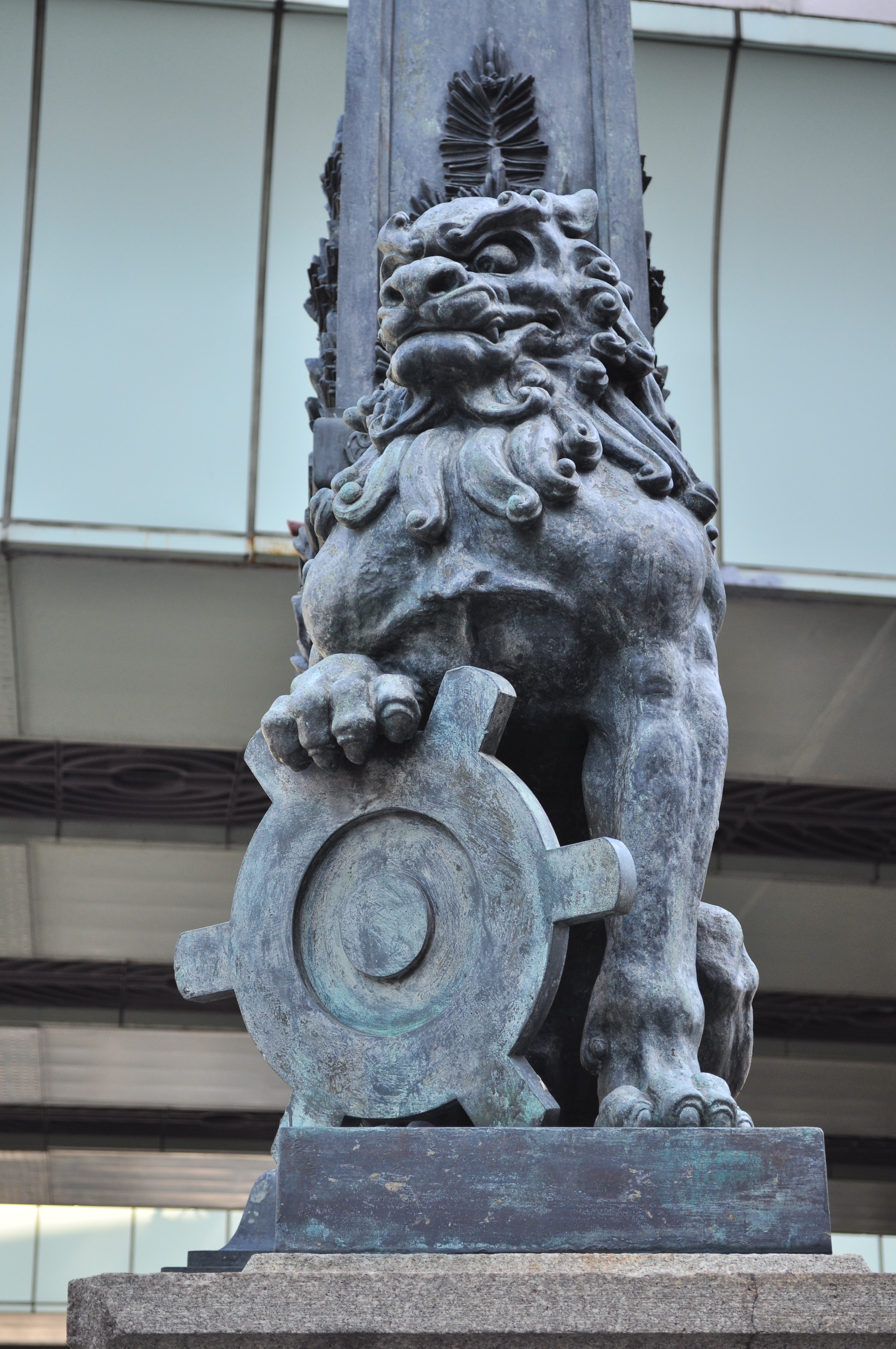
Komainu tenant l'emblème sur le Nihon-bashi (ja) dans l'arrondissement de Chūō
Version modifiée utilisée par le Bureau des Transports
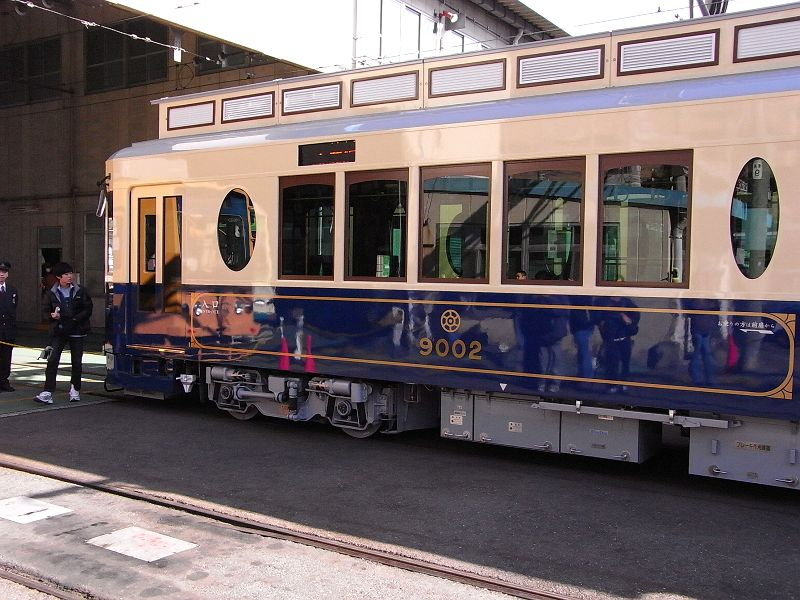
Sur un train

## Ancien emblème de la Préfecture de Tokyo
Outre l'emblème de la métropole de Tokyo, créé en tant qu'emblème de la ville de Tokyo, la préfecture elle-même a adopté un emblème durant sa brève existence. En 1931, l'emblème est adopté. Le premier concept était un cercle entourant le symbole « 東 », signifiant est, car Tokyo signifie « capitale de l'Est », mais un concours de dessins a été organisé et le gagnant a été choisi, car il apportait une saveur plus nouvelle. 
En juillet 1943, dans le cadre de l'unification de Tokyo, cet emblème est aboli en faveur de celui de la ville. On peut toujours trouver des plaques d'égout avec cet emblème dans les rues ayant été des routes préfectorales. 

L'ancien emblème
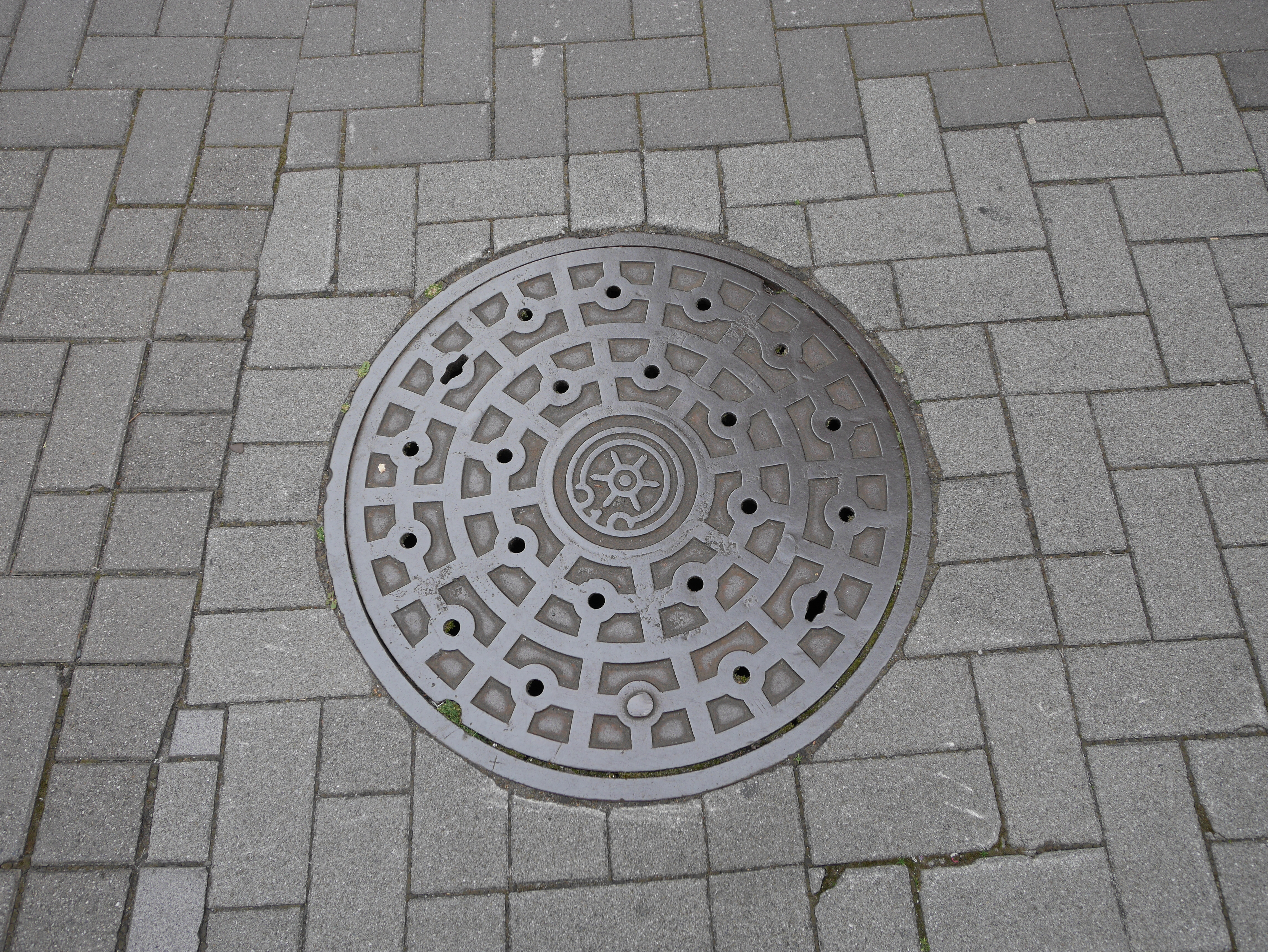
Plaque d'égout à Shimo-Kitazawa, arrondissement de Setagaya
L'emblème (1931-1943)
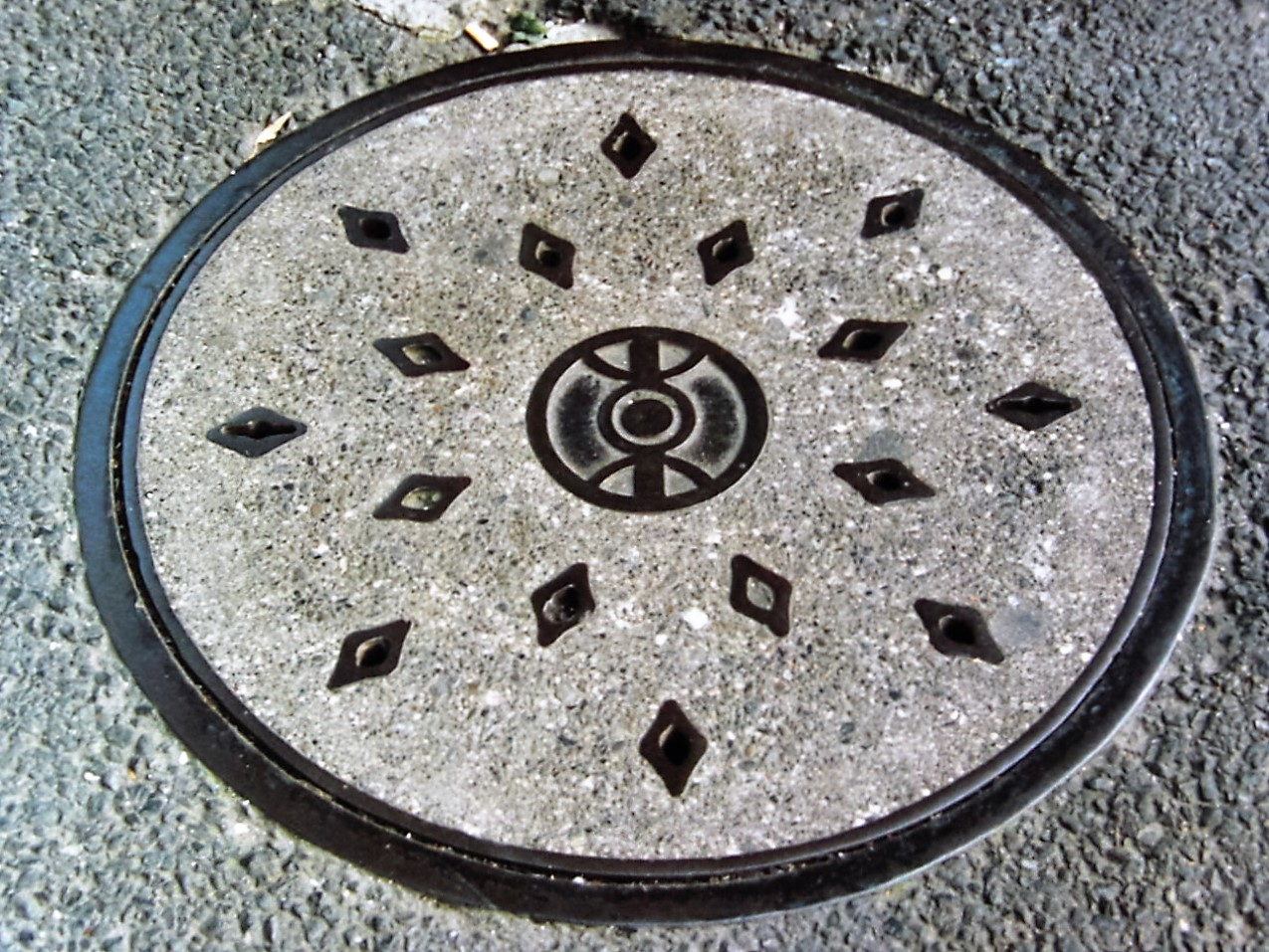
Plaque d'égout dans l'arrondissement de Shinjuku photographiée en 1991